# 浅間型装甲巡洋艦
浅間型装甲巡洋艦（あさまがたそうこうじゅんようかん）は、大日本帝国海軍が日露戦争前にイギリスから購入した最初の装甲巡洋艦。六六艦隊の装甲巡洋艦の第一期拡張計画第3期で整備された艦である。なお、浅間型は同計画時にアームストロング社で建造中であった輸出用一等巡洋艦を急遽購入したために建造計画で最も若いグループなのに六六艦隊の中で最も竣工年が古い艦になった。

## 艦形

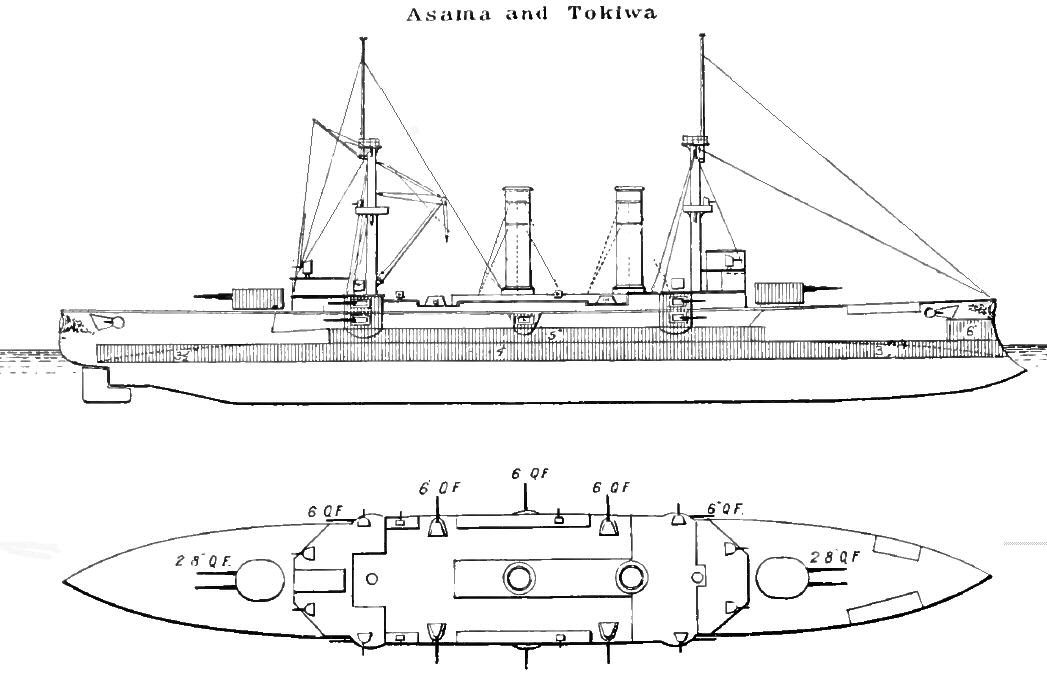
浅間型の武装・装甲の配置を示した図

船体形状は典型的な平甲板型船体であり、凌波性を良くするために乾舷を高く取られている。艦首には未だ衝角（ラム）が付いている。
主砲は新設計の「20.3cm (40口径) 砲」を楕円筒形の連装砲塔に纏め、1番主砲塔、司令塔を組み込んだ操舵艦橋、単脚の前檣、等間隔に並んだ二本煙突の両脇に太い通風筒が3本ずつ計6本立つ。その後ろに艦載艇置き場、ボート・クレーンの基部を兼ねる単脚の後檣、2番主砲塔の順である。「1895年型 15.2cm (40口径) 砲」は「八雲」「吾妻」の12基に対して、舷側中央部に1基追加され、片舷7基計14基になった。
他には水雷艇対策に艦首・艦尾と上甲板に「 8cm (40口径) 単装速射砲」が12基、47mm砲は15.2cm副砲が増えた代償に単装8基と減少している。

### 火砲等

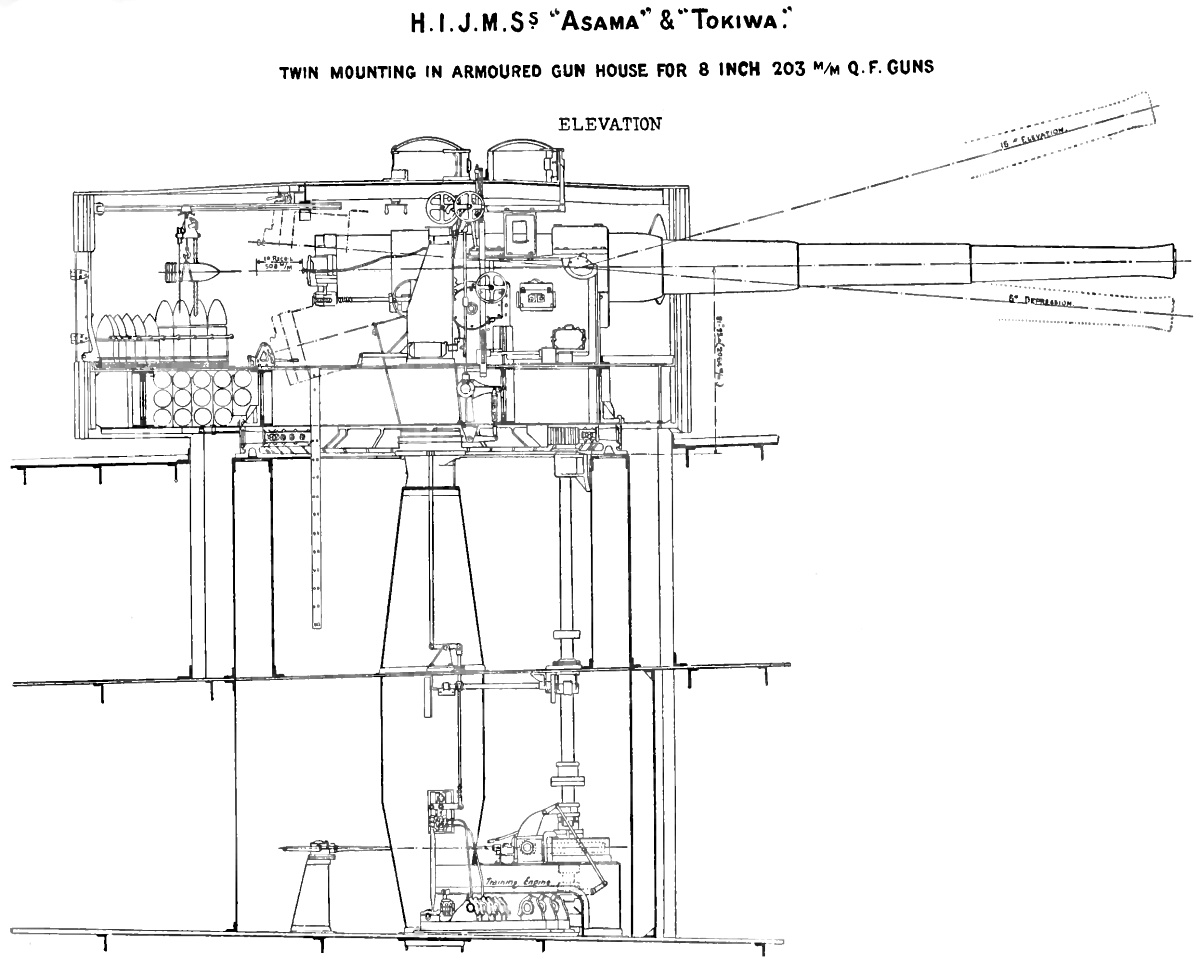
浅間型の主砲の断面図。

浅間型の主砲は新設計の「20.3cm (40口径) 砲」である。これを楕円筒型の連装砲塔に収めた。この砲塔は左右150度に旋回でき、仰角30度･俯角5度であった。重量113kgの砲弾を毎分2発の間隔で発射できた。
射程は仰角30度で18,000mである。副砲は「1895年型 15.2cm (40口径) 砲」を採用し、この砲は毎分5発を発射できたが、熟練した兵ならば7発が可能であった。45.4kgの砲弾を俯仰角度は仰角20度・俯角5度で、仰角20度で9,140 mの射程を持っていた。
他に、ヴィッカーズ社の「1894年型 8cm (40口径) 単装速射砲」を単装砲架で12基、47mm単装速射砲を8基、45.7cm魚雷発射管を単装で艦首部水上に1基、舷側部水中に4基を装備した。

### 機関
ボイラーは石炭専焼円缶を12個。これに直立型三段膨張式四気筒レシプロ機関2基2軸推進とし、出力18,000hp、速力21.5ノットを発揮した。航続距離は石炭1,409トンで速力10ノットで7,000海里と、燃焼効率の低い円缶を補う為に石炭搭載量が多かった。

### その他
当初は戦艦6隻、装甲巡洋艦4隻の六四艦隊の予定であったが、ロシア艦隊の増勢から、イギリスから浅間型2隻を購入した結果、六六艦隊となった。購入時には船体の建造が大分進んでいたが、武装を日本式に変更することができた。「浅間」は明治33年から41年まで連続して観艦式のお召し艦に選ばれ、これは日本海軍では最高記録である。
浅間型ら六六艦隊の装甲巡洋艦は日露戦争での戦闘だけではなく、大正から昭和にかけて練習艦隊を編成し少尉候補生の遠洋航海に従事した。

## 同型艦
- 浅間（あさま）
- 常磐（ときわ）